# Кончезерский завод
Кончезе́рский чугуноплавильный завод — меде- и чугуноплавильный завод, действовавший в XVIII—XIX веках в селе Кончезеро. Входил в систему Олонецких горных заводов.
К настоящему времени от завода сохранились корпуса и остатки туннеля-водопада, а также развалины сооружённых в XVIII веке медеплавильного завода и церкви. Является памятником промышленной архитектуры, находится в селе Кончезеро, на улице Советов.

## История завода
Основан Петром Великим в 1707 году (по другим сведениям, в 1706 году) и первоначально был медеплавильным. Строительством завода руководил Вольф Мартин Циммерман.
Завод был построен в деревне Кончезеро Петрозаводского уезда Олонецкой губернии, в 45 верстах от уездного города, в живописной местности, на возвышенном перешейке, отделяющем озеро Кончезеро от озера Пертозера. Перешеек (шириной 50 метров) служил естественной заводской плотиной, которая удерживала воду в Пертозере на 8 метров выше уровня Кончезера. Завод приводился в действие водой, проведенной посредством протока из верхнего озера в нижнее.
С 1719 года на заводе начали выплавлять чугун из озёрных и болотных руд для Петровского литейного завода в Петрозаводске. Руду добывали из озёр и болот.
К 1719 году в состав завода входили:
- плотина на реке Викше
- медеплавильня с двумя печами
- домна для выплавки чугуна
- молотовая мастерская
- прочие постройки

В 1730-е годы остальные Петровские заводы были закрыты, но Кончезерский продолжал работать.
В 1760-х годах предпринимались попытки начать литьё пушек, однако из-за низкого качества используемой руды и запущенности доменного хозяйства они окончились неудачей.
В 1774 году Кончезерский завод был сделан вспомогательным предприятием Александровского пушечного завода в Петрозаводске. В 1786—1788 годах он был перестроен.
По указу императрицы Екатерины II «Об учреждении при Кончозере чугуноплавильного завода» от 2 сентября 1786 г. завод стал выплавлять чугун для пушек Александровского завода, на что казна отпустила 18 тыс. руб..
В 1789 году Кончезерский чугуноплавильный завод (а также Александровский пушечный и Кронштадтский) со всеми занятыми на нём людьми был отдан под управление британского металлурга Чарльза Гаскойна (1739—1806), который до этого уже три года управлял Александровским заводом и достиг там успехов. В 1787—1789 годах начальник Олонецких заводов Чарльз Гаскойн провёл реконструкцию Кончезерского завода. На предприятии заработали четыре доменные печи и две цилиндрические воздуходувные машины. На Александровский завод стали поставлять чушки для пушек.
В 1793 году на заводе произошёл пожар, уничтоживший первоначальные постройки.
В 1812 году численность мастеровых и работников на заводе составляла 55 человек.
Завод прекратил существование в 1905 году.
С 1964 года корпуса завода использовались совхозом «Кончезерский» под производственные мастерские.

## Современное использование
В 2010 году жители села Кончезеро и члены общественной организации «Карельский родник», обеспокоенные дальнейшей судьбой корпусов завода, обратились в администрацию Кондопожского района. «Карельский родник» предложил восстановить историю Кончезерского медеплавильного и железоделательного завода, сделать его брендом не только Кончезера, но и современного промышленного Кондопожского района.